# Steiro
Steiro est une localité du comté de Nordland, en Norvège.

## Géographie
Administrativement, Steiro fait partie de la kommune de Sortland.